# The Little Polar Bear
The Little Polar Bear (em neerlandês: Lars de kleine ijsbeer; em português: Lars, O Ursinho Polar) é uma franquia sobre um filhote de urso polar chamado Lars que primeiro estrelou em vários livros escritos por um autor holandês, Hans de Beer.
A primeira de várias adaptações animadas dos livros é uma animação japonesa em Original Video Animation, lançada em 28 de abril de 1990, com produção de animação da I.G Tatsunoko (agora conhecida como Production I.G).
Mais tarde, tornou-se uma série de TV animada para a TV BBC, Lars, der kleine Eisbär, na década de 1990. A animação provou ser popular na Alemanha, mas sua versão dublada em inglês (intitulado The Little Polar Bear) também ganhou um bom número de seguidores ingleses.
A animação foi revivida mais tarde entre 2001 e 2003. Para seu primeiro filme, o subtitulado Der Kinofilm, Warner Bros. e o estúdio de animação Rothkirch Cartoon Film compraram os direitos para adaptar os livros infantis em um longa-metragem, lançada em 2001.
Após o sucesso do recurso, vários recursos diretos para vídeo foram lançados, um dos novos personagens incluídos foi um filhote de tigre. Em 2005, um outro filme, The Little Polar Bear 2: The Mysterious Island (em alemão: Der kleine Eisbär 2: Die geheimnisvolle Insel) foi lançado e também provou ser bem sucedido.

## Adaptação original da série de TV da BBC
Em meados da década de 1990, houve uma adaptação para a TV da BBC, apresentando os talentos de voz de Susan Sheridan e Jimmy Hibbert. A animação da série foi de Sinan Gungor.

### Vozes
- Susan Sheridan - Lars, Lena, Peeps, Mãe de Lars
- Jimmy Hibbert - Pai de Lars e vários outros personagens masculinos

### Personagens
- Lars - o pequeno urso polar e principal personagem
- Frieda, Mão de Lars
- Mika, Pai de Lars
- Lena - a lebre-ártica
- Peeps - o ganso-da-neve
- Brownie, a ursa marrom

### Episódios
| Nº | Episódios             | Data de transmissão |
| --- | --------------------- | ------------------- |
| 1 | "The Ice Floe"        | 1994                |
| Lars é levado através do mar em uma camada de gelo, até chegar a uma ilha. Lá ele faz amizade com Hippo e recebe uma carona para casa por uma Orca.                                       |                       |                     |
| 2 | "The Snow Storm"      | 1994                |
| Enquanto brinca na neve, Lars conhece Lena. Ambos ficam presos em uma tempestade de neve, mas Lars consegue encontrar o caminho de casa.                                                  |                       |                     |
| 3 | "The Egg"             | 1994                |
| Lars tropeça em um ovo de ganso e o aquece, até nascer um filhote que ele chama de Peeps.                                                                                                 |                       |                     |
| 4 | "The Polar Station"   | 1994                |
| Lars se aventura na Estação Polar. Lena é quase pega por um homem, mas Lena e Lars fazem sua fuga de volta para a segurança de sua casa.                                                  |                       |                     |
| 5 | "The Net"             | 1994                |
| Enquanto nadava, Lars é pego em uma rede de peixes e carregado em um cargueiro de pesca. Ele é recebido pelo gato do navio, Nemo, que o ajuda a sair do navio.                            |                       |                     |
| 6 | "The Trap"            | 1994                |
| Em um jogo de esconde-esconde, Lena e Peeps são apanhados em uma armadilha de gaiola. Lars consegue libertá-los e levá-los para a segurança dos cães de caça.                             |                       |                     |
| 7 | "The Mission"         | 1994                |
| Lars vai para a floresta buscar algum remédio para seus pais doentes. O Papai Urso Marrom fornece o remédio e Brownie acompanha Lars de volta para casa.                                  |                       |                     |
| 8 | "The Ice Cave"        | 1994                |
| Enquanto exploravam, Lars, Lena e Peeps mergulham profundamente em uma gruta de gelo. Eles fazem uma saída precipitada quando a caverna desmorona e Orca os leva para a segurança.        |                       |                     |
| 9 | "The Hunter"          | 1994                |
| Lars e Brownie são capturados por um caçador. Lars e Brownie se liberam, então eles soltam todos os outros animais capturados, antes de voltarem para casa.                               |                       |                     |
| 10 | "The Labyrinth"       | 1994                |
| Lena e Peeps são levados para um labirinto de gelo cercado por névoa espessa. Enquanto Lars os encontra, a névoa se dispersa.                                                             |                       |                     |
| 11 | "The Weather Balloon" | 1994                |
| Enquanto Lars examina um balão meteorológico, Peeps é levado para dentro dele. As gaivotas salvam os Peeps, enquanto Lars recupera o badalo do sino da gaivota.                           |                       |                     |
| 12 | "The Boat"            | 1994                |
| Lena encontra um barco a velas, Lars salta ao mar com o cinto de segurança e depois salva Lena e Peeps de um iceberg.                                                                     |                       |                     |
| 13 | "The Barrel"          | 1994                |
| Em uma jornada para encontrar peixes, Lars se depara com um barril de madeira cheio de arenques secos. Lena ajuda Lars a movê-lo, para fornecer comida para o papai e a mamãe urso polar. |                       |                     |
| 14 | "The Book"            | 1994                |
| Mais fugas geladas com Lars, o urso polar e seus amigos. |                       |                     |
| 15 | "The Honeycomb"       | 1994                |
| TBA |                       |                     |
| 16 | "The Flower"          | 1994                |
| Lars tropeça em uma flor rara e espera pacientemente que ela cresça. Lena e Peeps ajudam Lars a proteger a flor.                                                                          |                       |                     |
| 17 | "The Teddy Bear"      | 1994                |
| Na terra gelada do Pólo Norte, Lars, Lena e Peeps se deparam com uma caixa e um ursinho de pelúcia.                                                                                       |                       |                     |
| 18 | "The Sledge Dog"      | 1994                |
| 19 | "The Camp Fire"       | 1994                |
| 20 | "The Comptition"      | 1994                |
| 21 | "The Concert"         | 1994                |